# ألكسيس بلدل
أليكس بلدل (بالإنجليزية: Alexis Bledel)‏ ممثلة أمريكية وعارضة أزياء من مواليد 16 سبتمبر 1981 في هيوستن، تكساس، اشتهرت بدورها في مسلسل بنات غيلمور.

## بداية الحياة
كانت ولادة كيمبرلي ألكسيس بليدل في هيوستن، تكساس، والدتها ، نانيت (نيي دوزير)من المكسيك ، والدها هو مارتن بليدل، وهو أرجنتيني من أصل دنماركي، و والدتها هي أمريكية لاتينية ولديها أخ شقيق أصغر منها ، شجعتها أمها في الظهور على المسرح عندما كانت طفلة للتغلب على الخجل، حضرت سانت أغنيس أكاديمية في هيوستن.

## الأعمال

### الأفلام
| السنة | عنوان الفيلم                  | الدور                 | ملاحظات                |
| ----- | ----------------------------- | --------------------- | ---------------------- |
| 1998  | رشمور                         | طالبة                 | غير موثق               |
| 2002  | ثنية دائمة                    | وينيفريد فوستر جاكسون |                        |
| 2004  | ديزانشانتيد                   | المعتدل (غولديلوكز)   | فيلم قصير              |
| 2004  | كبرياء وإجحاف                 | جورجينا (جورجي) دارسي |                        |
| 2005  | مدينة الخطية                  | بيكي                  |                        |
| 2005  | أخوية السروال المسافر         | لينا كاليجاريس        |                        |
| 2006  | ام ريد فش                     | كيت بيترسون           |                        |
| 2006  | زوم                           | ايس                   | غير موثق               |
| 2006  | الحياة قصيرة                  | شارلوت                | فيلم قصير              |
| 2008  | أخوية السروال المسافر الجزء 2 | لينا كاليجاريس        |                        |
| 2009  | الشاب الجيد                   | بيث فيست              |                        |
| 2009  | مدينة البريد                  | ريدن مالبي            |                        |
| 2009  | أغنية جي. جو                  | ليدي جاي              | فيديو قصير             |
| 2010  | المتآمر                       | ساره ويستون           |                        |
| 2010  | قضية كيت لوغان                | كيت لوغان             |                        |
| 2010  | فتاة تدخل إلى حانة            | كيم                   |                        |
| 2011  | فيوليت وديزي                  | فيوليت                |                        |
| 2012  | ابريق الشاي لبراس             | بايتون                |                        |
| 2014  | أجزاء لكل مليار               | ساره                  |                        |
| 2014  | النجاة من إيميلي              | إيميلي هينريتي        | الجزء الثاني: "الخلاف" |
| 2015  | زواج جيني                     | كيتي فريدمان          |                        |
| 2019  | كريبتو                        | كيت                   |                        |

### أعمال تلفزيونية
| السنة       | عنوان العمل                | الدور               | ملاحظات                                |
| ----------- | -------------------------- | ------------------- | -------------------------------------- |
| 2000 - 2007 | فتيات غيلمور               | روري غيلمور         | دور بطولة                              |
| 2009        | إي آر (مسلسل)              | د. جوليا وايز       | حلقة: "وفي النهاية".                   |
| 2012        | رجال ماد                   | بيت دوز             | 3 حلقات                                |
| 2013        | تذّكر الأحد                 | مولي براندفورد      | الفيلم التلفزيوني: قاعة هولمارك للشهرة |
| 2014        | نحن وهم                    | ستايسي              | دور بطولة                              |
| 2015        | دافع                       | روبن غولد           | حلقة: "النسيان".                       |
| 2016        | غيلمور غيرلز: سنة في العمر | روري غيلمور         | دور بطولة                              |
| 2017 - 2021 | حكاية أمة (مسلسل)          | أوفلين / إميلي مالك | دور بطولة                              |

### الأعمال المسرحية
| السنة | عنوان المسرحية             | الدور       | التاريخ                   | ملاحظات                   |
| ----- | -------------------------- | ----------- | ------------------------- | ------------------------- |
| 2011  | الحب والخسارة وما كنت عليه | ن / أ       | 12 يناير - 13 فبراير 2011 |                           |
| 2012  | ندم                        | كريسي مايرز | 27 مارس - 29 أبريل 2012   |                           |
| 2016  | الجامعيون الجمهوريون       | لي أتواتر   | 23 أبريل 2016             | القراءة المسرحية للسناريو |

## روابط خارجية
- ألكسيس بلدل على موقع IMDb (الإنجليزية)
- ألكسيس بلدل على موقع ميتاكريتيك (الإنجليزية)
- ألكسيس بلدل على موقع روتن توميتوز (الإنجليزية)
- ألكسيس بلدل على موقع قاعدة بيانات الأفلام العربية
- ألكسيس بلدل على موقع ألو سيني (الفرنسية)
- ألكسيس بلدل على موقع ميوزك برينز (الإنجليزية)
- ألكسيس بلدل على موقع تيرنر كلاسيك موفيز (الإنجليزية)
- ألكسيس بلدل على موقع أول موفي (الإنجليزية)
- ألكسيس بلدل على موقع قاعدة بيانات الأفلام السويدية (السويدية)
- ألكسيس بلدل على موقع إن إن دي بي (الإنجليزية)